# Milan Bridge
Pour les articles homonymes, voir Milan (homonymie).
 (août 2020).
Le Milan Bridge est un pont en treillis américain à la frontière des comtés de Chippewa et Lac qui Parle, dans le Minnesota. Ce pont routier permet le franchissement du Lac Qui Parle par la Minnesota State Highway 40. Il emploie à sa base le style rustique du National Park Service.